# ТЕС Мангаон
18°24′26″ пн. ш. 73°21′39″ сх. д. / 18.40722° пн. ш. 73.36083° сх. д.
ТЕС Мангаон – теплова електростанція у індійському штаті Махараштра.
В 2016 році на майданчику станції став до ладу блок комбінованого парогазового циклу потужністю 388 МВт, в якому одна газова турбіна потужністю 259 МВт живить через котел-утилізатор одну парову турбіну.
Станція використовує природний газ, який надходить по газопроводу Дахедж – Дабхол.
Через нестачу в країні ресурсу блакитного палива електростанція могла знаходитись у тривалих простоях. Так, в квітні 2022 – січні 2023 її виробництво дорівнювало нулю.
Проект реалізували Korea Electric Power Corporation (KEPCO) та Pioneer Gas Power, частки яких становлять 60% та 38,5% відповідно.